# Martha Randall
Martha Irene Randall (Chicago, 12 giugno 1948) è un'ex nuotatrice statunitense.

## Carriera
All'apice della carriera vinse la medaglia di bronzo nei 400m misti alle Olimpiadi di Tokyo 1964.

## Palmarès
- Giochi olimpici

Tokyo 1964: bronzo nei 400m misti.
- Universiade

Tokyo 1967: oro nei 100m farfalla, nella 4x100m stile libero e nella 4x100m misti e bronzo nei 100m dorso.